# Torri di Piazza Drago
Le Torri di Piazza Drago sono due grattacieli alti 92 metri ciascuno, situati nel centro geografico della città di Jesolo in Veneto.
Con i loro 92 metri alla punta delle antenne, le torri Drago sono gli edifici più alti di Jesolo e del Nordest italiano dopo la torre Aquileia.

## Il progetto
Il progetto delle Torri di Piazza Drago, incluso nella trasformazione dell'intera zona, si sviluppa su un'area di 10.000 m2, con due torri di 22 piani, denominate Alioth e Mizar, con diverse destinazioni d'uso (commerciale, direzionale e residenziale) e una cubatura complessiva di circa 70.000 m3. 
L'intero complesso, completato nel 2012, ha comportato anche la riqualificazione dell'area di Piazza Drago e Via Mameli, con diverse opere pubbliche:
- ampi spazi che includono percorsi pedonali, zone verdi e acqua;
- un parcheggio interrato sotto la piazza;
- la pedonalizzazione e la messa in sicurezza degli incroci di Via Mameli, Via Aquileia e Via Tritone.[2]